# 头坝河站
头坝河站位于甘肃省武威市头坝河村，是兰新铁路的一座火车站，等级为五等站，距兰州站282公里，距乌鲁木齐站1610公里，本站及相邻上下行区间均为电气化区段。本站不办理客货运业务。邮政编码为733005。